# Roger och jag
Roger och jag (originaltitel: Roger & Me) är en dokumentärfilm från 1989 i regi av Michael Moore.
Filmen behandlar nedläggningen av General Motors fabrik i Flint, Michigan i "rostbältet" i nordöstra USA. Den dokumenterar övertygande att staden, liksom för övrigt flera andra bruksorter som varit beroende av General Motors, drabbades hårt både ekonomiskt och mänskligt.
Titelns Roger syftar på General Motors dåvarande högste chef Roger Bonham Smith.